# شيججي كانيكو
شيججي كانيكو (باليابانية: 金子繁治) مواليد 13 أغسطس 1931 في نييغاتا، اليابان - الوفاة 02 يناير 2016 في طوكيو، كان ملاكم محترف ياباني صنّف ضمن فئة وزن الريشة.

## إحصائيات
خاض خلال مسيرته 65 نزالا، فاز في 54 وتعادل في 1 وخسر في 10. فاز بالضربة القاضية في 33 نزالا.

## روابط خارجية
- شيججي كانيكو على موقع بوكس ريك (الإنجليزية) (registration required)